# 아서 허버트 코플랜드

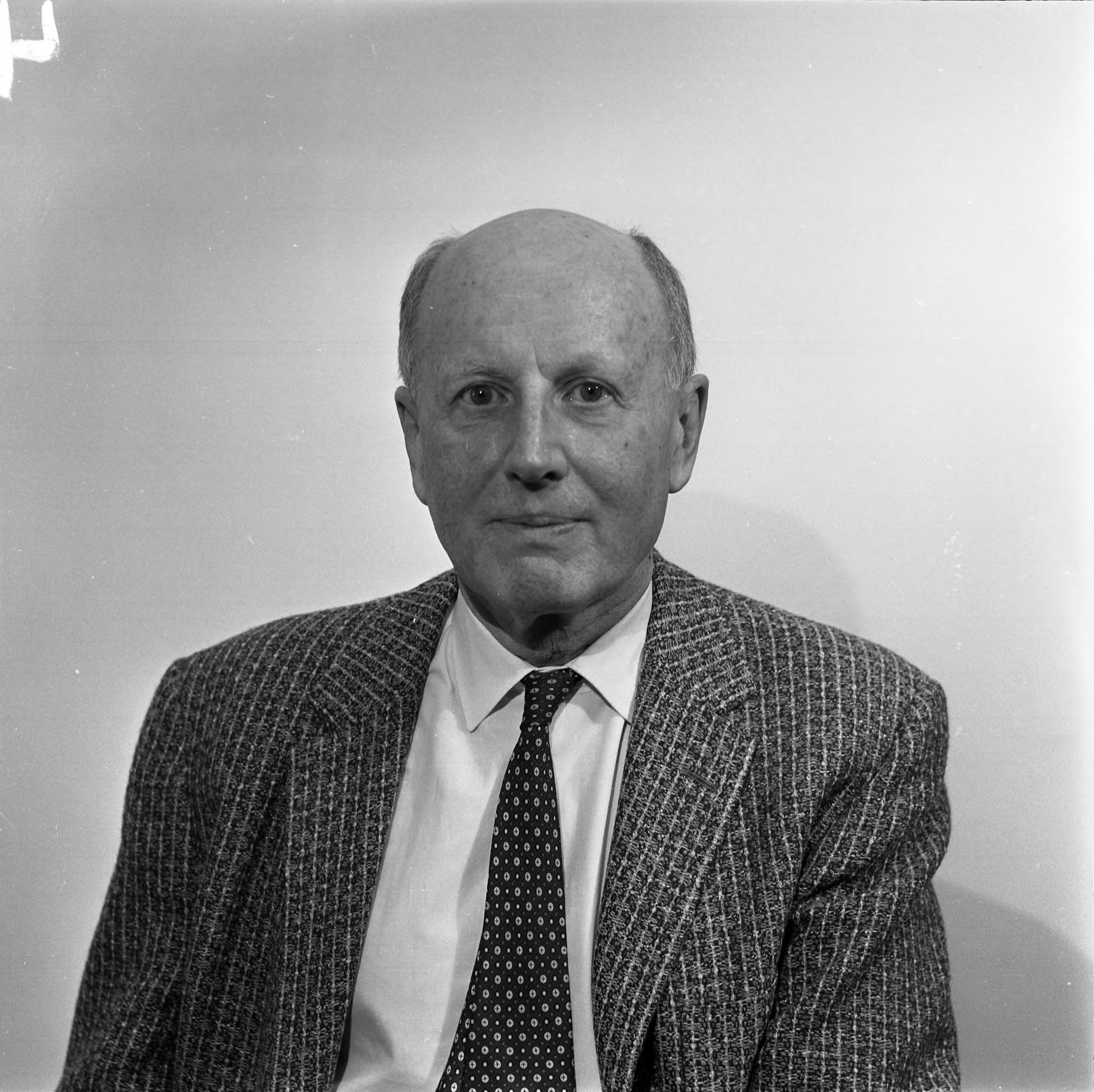

아서 허버트 코플랜드(Arthur Herbert Copeland , 로체스터 1898년 6월 22일 ~ 뉴욕 1970년 7월 6일)는 미국의 수학자였다. 그는 1926년 하버드 대학을 졸업하고 라이스 대학교 (Rice University) 와 미시간 대 (University of Michigan)에서 강의했다. 그의 주요 관심사는 확률의 기초에있었다.
그는 코플랜드 에르되시 상수(Copeland-Erdős Constant)에서 폴 에르되시(Paul Erdös)와 함께 일했다. 그의 아들인 아서 허버트 코플랜드 쥬니어(Arthur Herbert Copeland, Jr.)는 역시 수학자이기도 하다.

## 같이 보기
- 코플랜드 에르되시 상수

## 참고
- (매스월드) https://web.archive.org/web/20180529062522/http://mathworld.wolfram.com/Copeland-ErdosConstant.html